# Racine (Wisconsin)
Racine (IPA (/rəˈsiːn/) è una città degli Stati Uniti d'America, capoluogo della contea di Racine nello Stato del Wisconsin. Con una popolazione di 78 860 abitanti, censita nel 2010, è la quinta città più popolosa dello stato.

## Amministrazione

### Gemellaggi
- Aalborg
- Bluefields
- Fortaleza
- Montélimar
- Ōiso
- Zapotlanejo